# Dolar sealandez
Dolarul sealandez este moneda Principatului Sealand, o micronațiune pe teritoriul fostului fort englez Maunsell Fort, HM Fort Roughs, situat la aproape 10 km distanță de coasta Suffolk, Anglia, care pretinde autoritate asupra spațiului maritim cu același nume din jurul insulei.